# Muon-neutrino
Een muon-neutrino of mu-neutrino (symbool {\displaystyle \nu _{\mu }}) is een neutrino dat optreedt als de isospin partner van het muon.
Het is een ongeladen lepton. Het is dus een elementair deeltje of meer algemeen een subatomair deeltje. Het muon-neutrino heeft een spin van een half en is dus een fermion. Het is elektrisch ongeladen, dus neutraal, vandaar de naam. Het muon-neutrino is van dezelfde generatie van materie als het muon.
Het is nog niet zeker, of het muon-neutrino een massa bezit of niet, maar als het er een heeft, dan is ze kleiner dan 0,19 MeV.
Het muon-neutrino is een neef (2e generatie) van het elektron-neutrino (1e generatie) en het tau-neutrino (3e generatie). Net als de andere twee neutrino's heeft ook het muon-neutrino een antideeltje – het muon-antineutrino. Voor meer gegevens zie het standaardmodel van de deeltjesfysica.

## Ontdekking
Het muon-neutrino werd in 1962 ontdekt met een experiment bij het Alternating Gradient Synchrotron op Brookhaven National Laboratory in de Verenigde Staten. Voor de ontdekking van het muon-neutrino kregen de natuurkundigen Leon Lederman, Melvin Schwartz en Jack Steinberger in 1988 de Nobelprijs voor de natuurkunde.